# Roman Ryterband
Roman Ryterband (ur. 2 sierpnia 1914 w Łodzi, zm. 17 listopada 1979 w Palm Springs) – kompozytor, dyrygent i pianista amerykański pochodzenia polsko-żydowskiego.

## Życiorys
Pochodził z rodziny łódzkich prawników i muzyków. Jego wuj był koncertmistrzem łódzkiej orkiestry symfonicznej. Studiował prawo na Uniwersytecie Warszawskim, a jednocześnie uczył się gry na fortepianie. Zachęcony przez Aleksandra Głazunowa rozpoczął studia muzyczne.
Wybuch II wojny światowej zastał go we Francji. Za radą konsula przedostał się do Szwajcarii, gdzie rozpoczął studia muzykologiczne, ukończone doktoratem na uniwersytecie w Bernie. W Szwajcarii poślubił pochodzącą w Wenecji Włoszkę imieniem Clarissa i tam urodziły się ich córki Astrid i Diana.
W roku 1955 rodzina Ryterbandów przeniosła się do Kanady, gdzie Roman Ryterband został wykładowcą na Uniwersytecie McGilla w Montrealu. Występował jako dyrygent i kierował polskim chórem.
W roku 1960 Ryterbandowie zamieszkali w Chicago, gdzie Roman był m.in. czynny w środowiskach polonijnych, pełnił też obowiązki prezesa Związku Kompozytorów. W roku 1967 zamieszkał w Palm Springs w Kalifornii. Założył tam Palm Springs Festival of Music and Art i został jego dyrektorem. Pod koniec lat 60. wykładał na California State University w Los Angeles.
Jego kompozycja Suite Polonaise na fortepian uzyskała nagrodę Fundacji Kościuszkowskiej. Po zinstrumentowaniu na orkiestrę zadedykował ten utwór papieżowi Janowi Pawłowi II.
W twórczości Ryterbanda wiele miejsca zajmują utwory na harfę. W roku 1993 skrzypek Francis D'Albert założył uczelnie muzyczną Ryterband Academy and Institute w Chicago.